# Utricularia uniflora
Utricularia uniflora är en tätörtsväxtart som beskrevs av Robert Brown. Utricularia uniflora ingår i släktet bläddror, och familjen tätörtsväxter. Inga underarter finns listade i Catalogue of Life.

## Bildgalleri

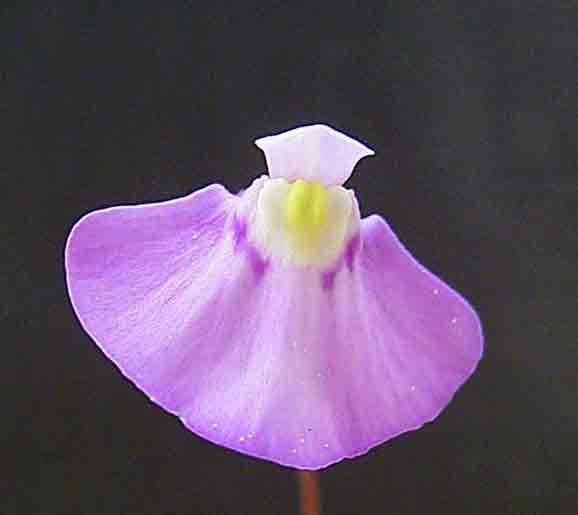
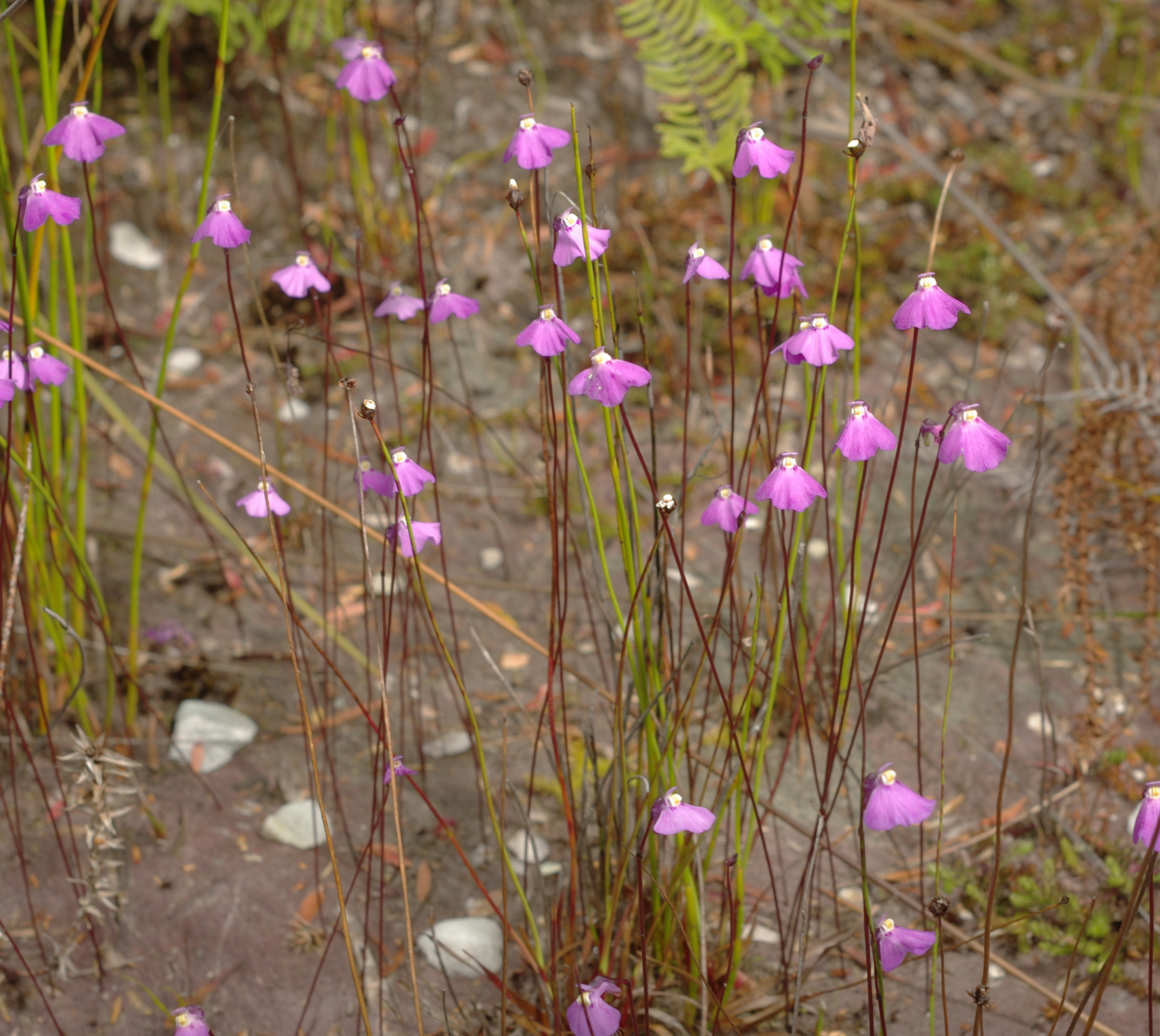